# Comitato Olimpico Nazionale Turco
Il Comitato Olimpico Nazionale Turco (tur. Türkiye Millî Olimpiyat Komitesi) è un'organizzazione sportiva turca, nato nel 1908 come Comitato ottomano, a Istanbul, Impero ottomano.
Rappresenta questa nazione presso il Comitato Olimpico Internazionale (CIO) dal 1911 ed ha lo scopo di curare l'organizzazione ed il potenziamento dello sport in Turchia e, in particolare, la preparazione degli atleti turchi, per consentire loro la partecipazione ai Giochi olimpici. Il comitato, inoltre, fa parte dei Comitati Olimpici Europei.
L'attuale presidente dell'organizzazione è Uğur Erdener, mentre la carica di segretario generale è occupata da Nese Gündogan.

## Presidenti

### Società Olimpica Nazionale Ottomana
| Presidente           | Mandato   |
| -------------------- | --------- |
| Ahmet İhsan Tokgöz   | 1908-1921 |
| Hasip Bayındırlıoğlu | 1921-1923 |

### Comitato Olimpico Nazionale Turco
| Presidente            | Mandato   |
| --------------------- | --------- |
| Selim Sırrı Tarcan    | 1923-1927 |
| Ali Sami Yen          | 1927-1930 |
| Kemalettin Sami Paşa  | 1930-1933 |
| Reşit Saffet Atabinen | 1933-1936 |
| Halil Bayrak          | 1936-1937 |
| Adnan Menderes        | 1937-1938 |
| Cemil Cahit Taner     | 1938-1943 |
| Vildan Aşir Savaşır   | 1943-1950 |
| Danyal Akbel          | 1950-1952 |
| Cemal Alpman          | 1952-1954 |
| Faik Binal            | 1954-1956 |
| Nizamettin Kırşan     | 1956-1958 |
| Şinasi Ataman         | 1958-1959 |
| Mehmet Arkan          | 1959-1960 |
| Hüsamettin Güreli     | 1960      |
| Bekir Silahçılar      | 1960-1962 |
| Burhan Felek          | 1962-1982 |
| Raşit Serdengeçti     | 1982      |
| Turgut Atakol         | 1982-1988 |
| Jerfi Fıratlı         | 1988-1989 |
| Sinan Erdem           | 1989-2003 |
| Togay Bayatlı         | 2003-2011 |
| Uğur Erdener          | 2011-     |

## Segretari Generali

### Società Olimpica Nazionale Ottomana
| Segretario Generale | Mandato   |
| ------------------- | --------- |
| Selim Sırrı Tarcan  | 1908-1923 |

### Comitato Olimpico Nazionale Turco
| Segretario Generale | Mandato   |
| ------------------- | --------- |
| Ali Sami Yen        | 1923-1930 |
| Ekrem Rüştü Akömer  | 1930-1936 |
| Nizamettin Kırşan   | 1936-1938 |
| Burhan Felek        | 1938-1952 |
| Ulvi Yenal          | 1952-1954 |
| Suat Erler          | 1955-1973 |
| Turgut Atakol       | 1973-1982 |
| Sinan Erdem         | 1982-1989 |
| Togay Bayatlı       | 1989-2003 |
| Neşe Gündoğan       | 2003-     |